# Harpactea sturanyi
Harpactea sturanyi är en spindelart som först beskrevs av Josef Nosek 1905.  Harpactea sturanyi ingår i släktet Harpactea och familjen ringögonspindlar. Inga underarter finns listade i Catalogue of Life.